# Trauer-Rotbuche Vahrenwalder Straße
Die Trauer-Rotbuche Vahrenwalder Straße in Hannovers Stadtteil Vahrenwald wird als Naturdenkmal unter der Nummer ND-H 242 geführt. Nach seiner Art gehört der Baum zu den Hänge-Buchen (Fagus sylvatica f. pendula), auch Trauer-Buche genannt, und steht an der Vahrenwalder Straße 133 auf einem Streifen zwischen einem Verwaltungsgebäude und dem Bürgersteig. Diese Fläche, auf der noch Robinien stehen, ist durch einen Zaun von der Straße abgetrennt.
Die Stadt Hannover hatte den Baum im Jahr 1987 unter der Nummer ND-HS 35 unter Schutz gestellt. Die nach dem Niedersächsischen Kommunalverfassungsgesetz inzwischen für die Aufgaben der unteren Naturschutzbehörde zuständige Region Hannover ordnete die Naturdenkmale für ihr Gebiet im Jahr 2010 neu, hob die bisherigen Verordnungen der Kommunen auf, erließ für die meisten der bisherigen Naturdenkmale eine neue (Sammel-)Verordnung und begründete die Unterschutzstellung dieses Baumes in der neuen Verordnung mit dieser Beschreibung:
Die Trauer-Rotbuche ist ein Baum von besonderer Eigenart und Schönheit, dessen die Umgebung prägende Wirkung allerdings von in seiner Nähe stehenden Robinien etwas beeinträchtigt wird.
und nannte als Schutzzweck
Der Stamm gabelt sich in einigen Metern Höhe in zwei Haupttriebe.Die Trauer-Rotbuche ist ein schön gewachsener, in Größe und Art seltener Baum in Hannover.
Den Standort beschreibt die Verordnung:
Im Vorgarten des Grundstücks Vahrenwalder Straße 133 (zurzeit: Verwaltungsgebäude der Barmer Ersatzkasse)
nennt als Flurdaten
Hannover-Vahrenwald, Flur 21, Flurstück 9/3
und verwendet die Bezeichnung:
Trauerbuch am Tiergesundheitsamt.
Im Frühjahr 2021 bietet sich dieses Bild: Der Baum ist nicht erkennbar baumpflegerisch behandelt. Ein über das Naturdenkmal informierendes Schild ist nicht vorhanden. Die außer der Trauerbuche auf der Fläche stehenden Robinien sind für die Wirkung des Naturdenkmals auch in unbelaubtem Zustand ungünstig.